# Pleurostylia
Pleurostylia es un género de plantas con flores  pertenecientes a la familia Celastraceae. Comprende 13 especies descritas y de estas, solo 3 aceptadas.

## Taxonomía
El género fue descrito por Wight & Arn. y publicado en Prodromus Florae Peninsulae Indiae Orientalis 1: 157. 1834. La especie tipo es: Pleurostylia wightii Wight & Arn. 

## Especies aceptadas
A continuación se brinda un listado de las especies del género Pleurostylia aceptadas hasta octubre de 2013, ordenadas alfabéticamente. Para cada una se indica el nombre binomial seguido del autor, abreviado según las convenciones y usos.
- Pleurostylia africana Loes.
- Pleurostylia capensis Oliv.
- Pleurostylia opposita (Wall.) Alston